# Rob'n'Raz
Rob'n'Raz was een Zweedse dancegroep die in de jaren tachtig en negentig actief was. De groep maakte hits met Got To Get, Rok The Nation en Clubhopping. Hiermee lanceerden ze ook de carrières van Leila K en Lutricia McNeal.

## Geschiedenis
Robert Wåtz en Rasmus Lindwall zijn in de jaren tachtig actief als dj wanneer ze in 1988 besluiten een act te beginnen die inspeelt op de populariteit van hiphouse. Ze starten Rob'n'Raz. De eerste twee singles zijn Competition Is None en Microphone Poet. Ze worden opgenomen met rapper Papa Dee. Echt succes krijgen ze als ze in 1989 Leila K bij de groep betrekken. Het Got To Get, dat sterk geïnspireerd is door het succes van Buffalo Stance van Neneh Cherry. Het nummer groeit uit tot een wereldhit. Ook Rok The Nation is in vele landen een hit. De singles staan op het album Rob'n'Raz featuring Leila K.
Leila verlaat de groep in 1991 weer. Zonder haar neemt het duo het album Clubhopping (The Album) dat in 1993 verschijnt. Op het album worden ze in remixvorm geholpen door Legacy Of Sound en Denniz PoP. In Zweden levert het met In Command een nummer 1-hit op. In andere landen is er weinig enthousiasme. Nederland is de uitzondering. Daar weet Clubhopping op nummer 11 te komen. Beide nummers worden gezongen door Lutricia McNeal. Op het album Circus is een grote rol weggelegd voor de rapper D-Flex. Ook maken ze met Dr. Alban het nummer Take a Ride, dat in Zweden een grote hit wordt. In andere delen van de wereld levert het geen hits meer op. Daarna wordt het tamelijk stil rondom het duo. In 2005 duiken ze nog eens op met Snake, samen met de dan nog nieuwe zangeres Loreen, die in 2004 deelnam aan de Zweedse tv-talentenjacht Idol 2004. In 2007 hebben ze nog een bescheiden hit met My Girl.

## Discografie
- Rob'n'Raz featuring Leila K. (1990)
- Clubhopping (The Album) (1993)
- Circus (1996)

| Single met eventuele hitnotering(en) in de Nederlandse Top 40 | Datum van verschijnen | Datum van binnenkomst | Hoogste positie | Aantal weken | Opmerkingen |
| ------------------------------------------------------------- | --------------------- | --------------------- | --------------- | ------------ | ----------- |
| Got to Get                                                    |                       | 23-12-1989            | 2               | 11           | met Leila K |
| Rok the Nation                                                |                       | 31-03-1990            | 16              | 4            | met Leila K |
| Clubhopping                                                   |                       | 26-06-1993            | 9               | 7            |             |